# HD 63822
HD 63822，又名BD-19 2089，SAO 153468、HR 3051，是一颗恒星，视星等为6.12，位于銀經236.95，銀緯3.44，其B1900.0坐标为赤經7h 45m 40.3s，赤緯-19° 3.44′ 16″。